# ستايسي هايز
ستايسي هايز (بالإنجليزية: Stacey Hayes)‏ هي عارضة وممثلة بريطانية، ولدت في 10 أغسطس 1976 بلندن في المملكة المتحدة.

## وصلات خارجية
- ستايسي هايز على موقع IMDb (الإنجليزية)
- ستايسي هايز على موقع قاعدة بيانات الفيلم (الإنجليزية)
- ستايسي هايز على موقع كينوبويسك (الروسية)